# YM90K
YM90K je antagonist AMPA receptora.